# Nick Oliveri

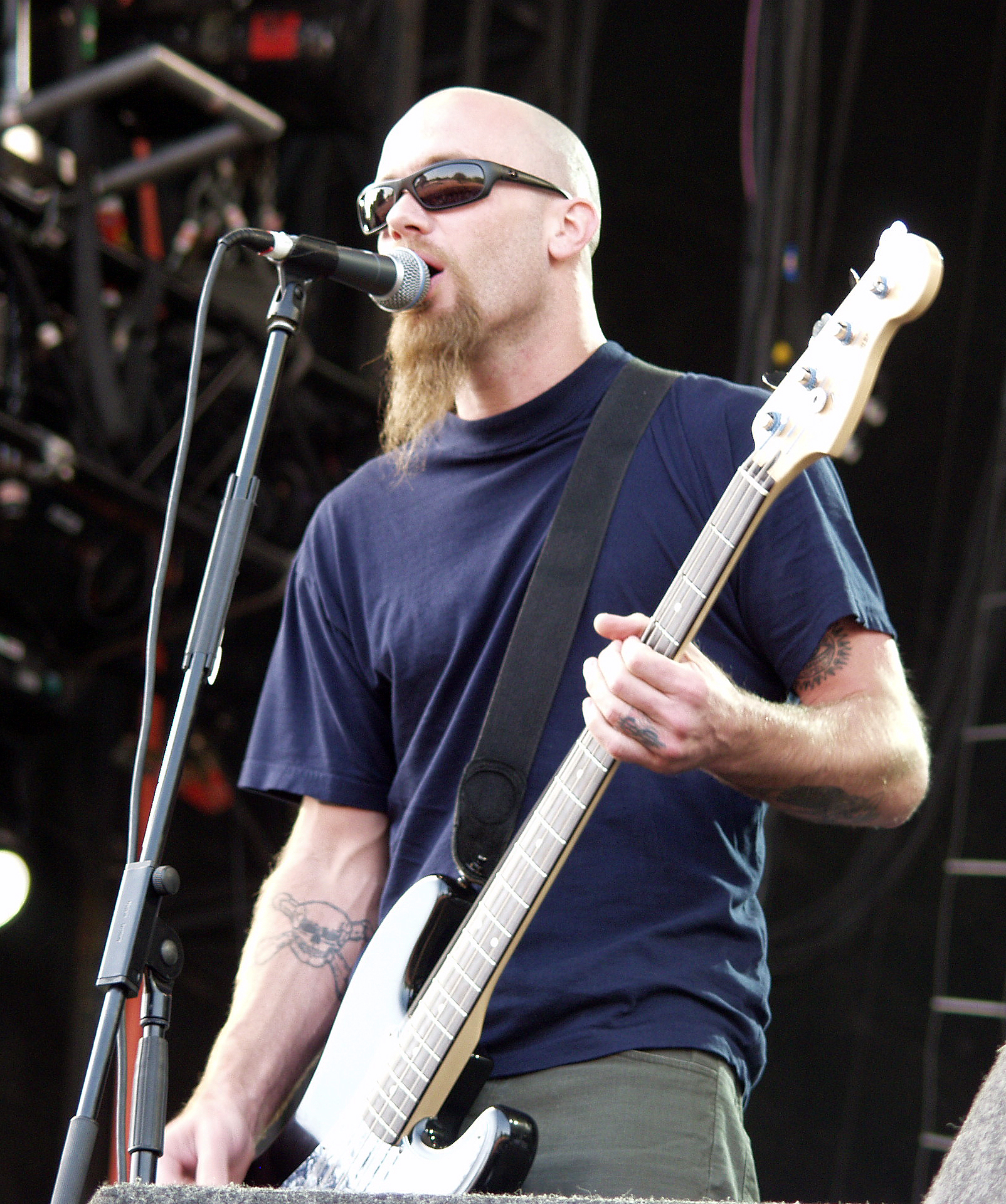
Nick Oliveri 2003

Nick Stephen Oliveri, född 21 oktober 1971, i Los Angeles, Kalifornien, är en amerikansk musiker från Palm Springs i Kalifornien. Han är mest känd för att ha spelat basgitarr och sjungit med mera med stoner rock-band som Kyuss och Queens of the Stone Age. Han leder själv bandet Mondo Generator.

## Diskografi (solo)
Studioalbum
- 2004 – Demolition Day
- 2009 – Death Acoustic
- 2014 – Leave Me Alone (som "Nick Oliveri's Uncontrollable")

Samlingsalbum
- 2017 – N.O. Hits At All Vol.1
- 2017 – N.O. Hits At All Vol.2
- 2017 – N.O. Hits At All Vol.3
- 2018 – N.O. Hits At All Vol.4
- 2018 – N.O. Hits At All Vol.5